# Zasłużony Trener
Zasłużony Trener – najwyższy honorowy tytuł sportowy dla trenerów, jego posiadacze otrzymywali również odznakę.
Odznaka tytułu „Zasłużony Trener” została wprowadzona w Polsce uchwałą Rady Ministrów z 30 maja 1985, a zniesiona ustawą kulturze fizycznej z 18 stycznia 1996.
Wcześniej tytuł „Zasłużony Trener” wprowadzony został w ZSRR 24 marca 1956 (nazwa oficjalna – „Zasłużony Trener ZSRR”). Potem, w latach 50-60. XX wieku, tytuły „Zasłużony Trener Republiki Radzieckiej” były wprowadzone w poszczególnych republikach sowieckich.
Po rozpadzie ZSRR: Rosja (od 1992), Ukraina (od 14 kwietnia 1993), Białoruś (od 1994), Kazachstan, Kirgistan, Mołdawia, Tadżykistan, Uzbekistan.

## Galeria

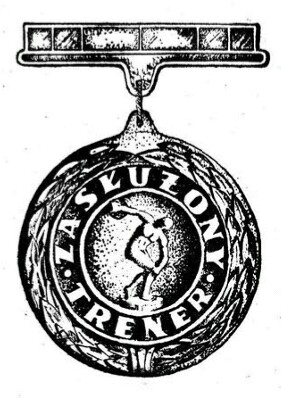
Odznaczenie polskie (awers wzoru)
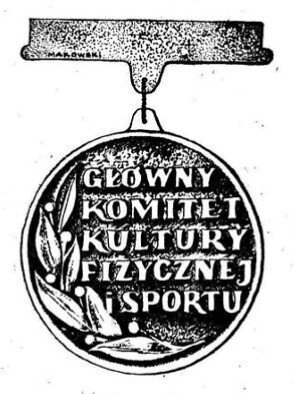
Odznaczenie polskie (rewers wzoru)

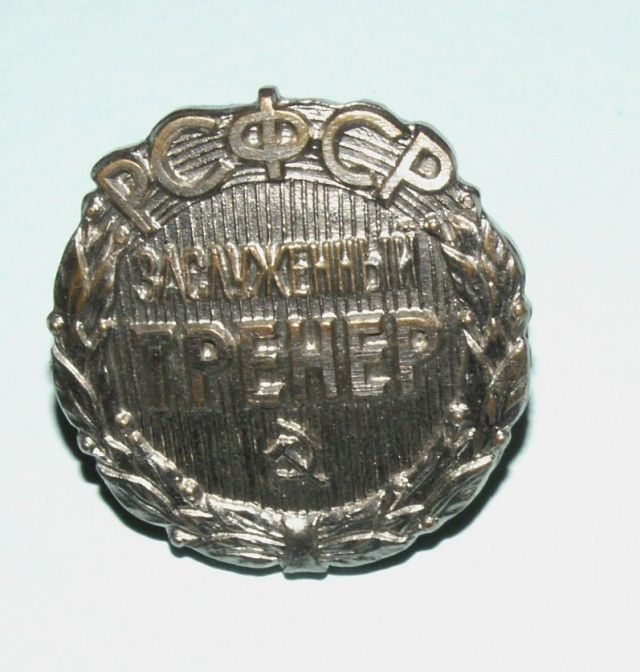
Odznaczenie sowieckie
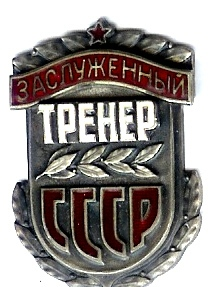
Odznaczenie sowieckie
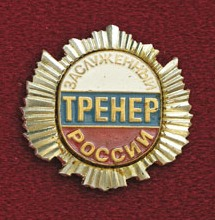
Odznaczenie rosyjskie do 2005 roku
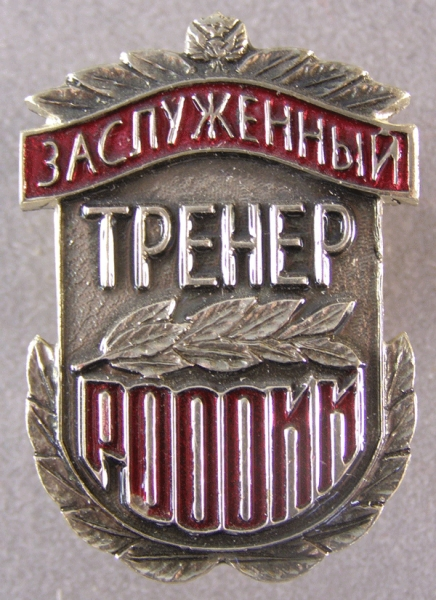
Odznaczenie rosyjskie od 2005 roku
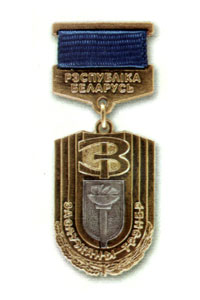
Odznaczenie białoruskie
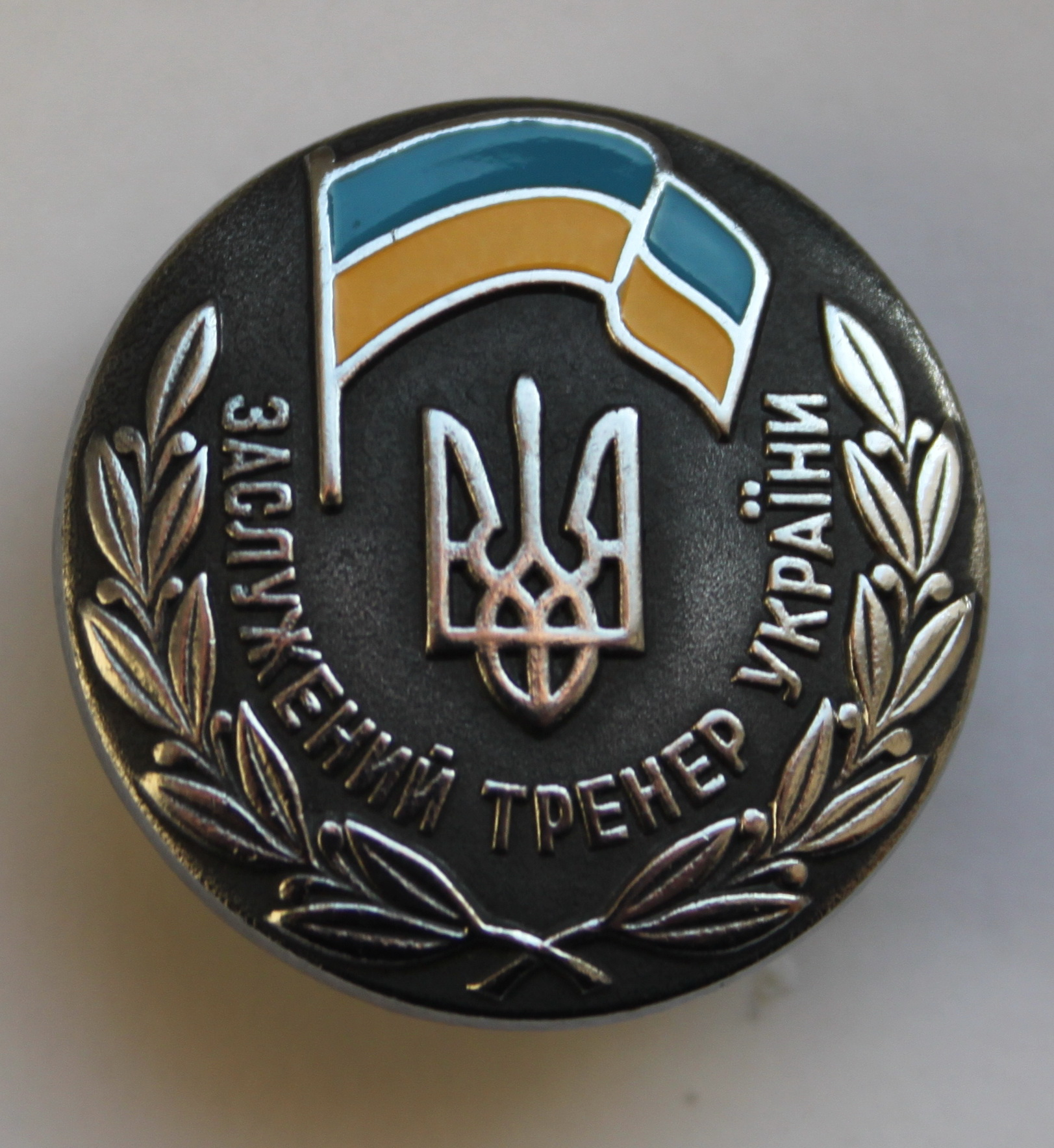
Odznaczenie ukraińskie
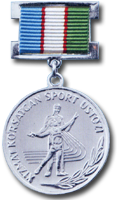
Odznaczenie uzbeckie